# Independence Day (Filipijnen)

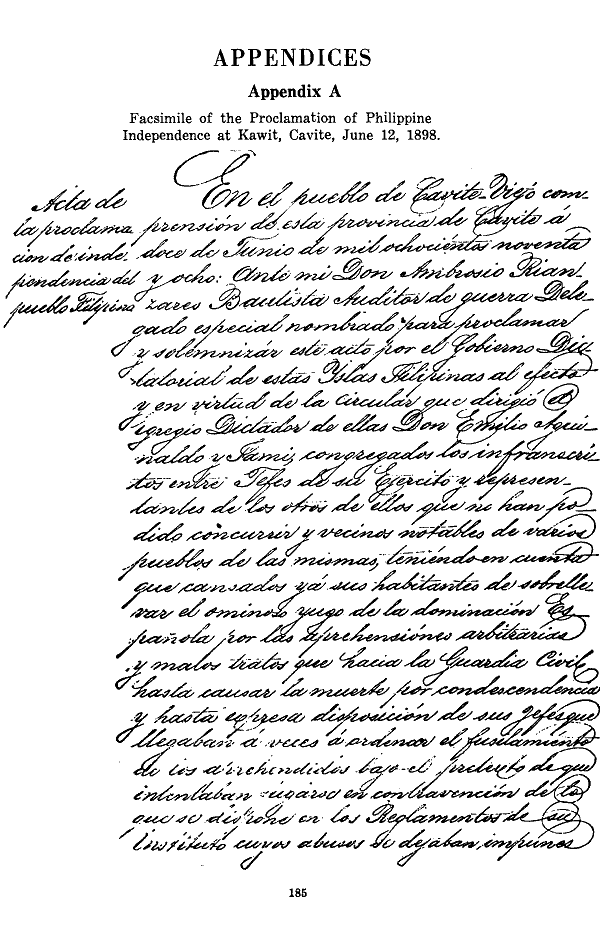

De onafhankelijkheidsdag (Independence Day of Araw ng Kalayaan) in de Filipijnen is een feestdag op 12 juni ter herinnering aan het uitroepen van de Filipijnse onafhankelijkheid van Spanje op die datum in het jaar 1898. Tot 1962 was 4 juli, de dag dat het land onafhankelijk werd van de Verenigde Staten, de onafhankelijkheidsdag.

## Geschiedenis
Op 12 juni 1898 riep generaal Emilio Aguinaldo de onafhankelijkheid van de Filipijnen uit in zijn huis in Cavite City. De Filipijnse vlag, gemaakt in Hongkong door Marcela Agoncillo, werd bij deze gelegenheid voor het eerst uitgehangen. Tevens werd het Filipijnse volkslied, gecomponeerd door Julian Felipe, voor het eerst gespeeld en wel door de San Francisco de Malabon band. Het volkslied werd uitgevoerd onder de naam Marcha Filipina Magdalo. De naam werd later hernoemd naar Marcha Nacional Filipina.
Tot 1962 vierden de Filipijnen de onafhankelijkheid op 4 juli, de dag dat het land feitelijk onafhankelijk werd van de Verenigde Staten. In dat jaar tekende president Diosdado Macapagal Presidential Proclamation No. 28 die bepaalde dat 12 juni de nieuwe onafhankelijkheidsdag zou worden. 4 juli werd uitgeroepen tot Republic Day en Philippine-American Friendship Day.
Op 12 juni 1998 vierden de Filipijnen haar 100-jarige onafhankelijkheid van Spanje. Aan de feestelijkheden namen niet alleen mensen in Filipijnen deel maar Filipijnse gemeenschappen over de hele wereld. Een speciale commissie onder leiding van voormalig vicepresident Salvador Laurel coördineerde alle evenementen in het land. Een van de grotere projecten was de Expo Pilipino, een grote tentoonstelling over de ontwikkeling van de Filipijnen als natie in de voorgaande 100 jaar, in Clark Special Economic Zone (het voormalige Clark Air Base) in Angeles in Pampanga.